# 西利特爾里弗 (佛羅里達州)
西利特爾里弗（英語：West Little River）是位於美國佛羅里達州邁阿密-戴德縣的一個人口普查指定地區。

## 地理
西利特爾里弗的座標為25°51′25″N 80°14′13″W / 25.85694°N 80.23694°W，而該地最高點為海拔高度2米（即7英尺）。

## 人口
根據2010年美國人口普查的數據，西利特爾里弗的面積為12.00平方千米，當中陸地面積為11.90平方千米，而水域面積為0.10平方千米。當地共有人口32498人，而人口密度為每平方千米2,708人。